# Jan Baptist Christyn (I)

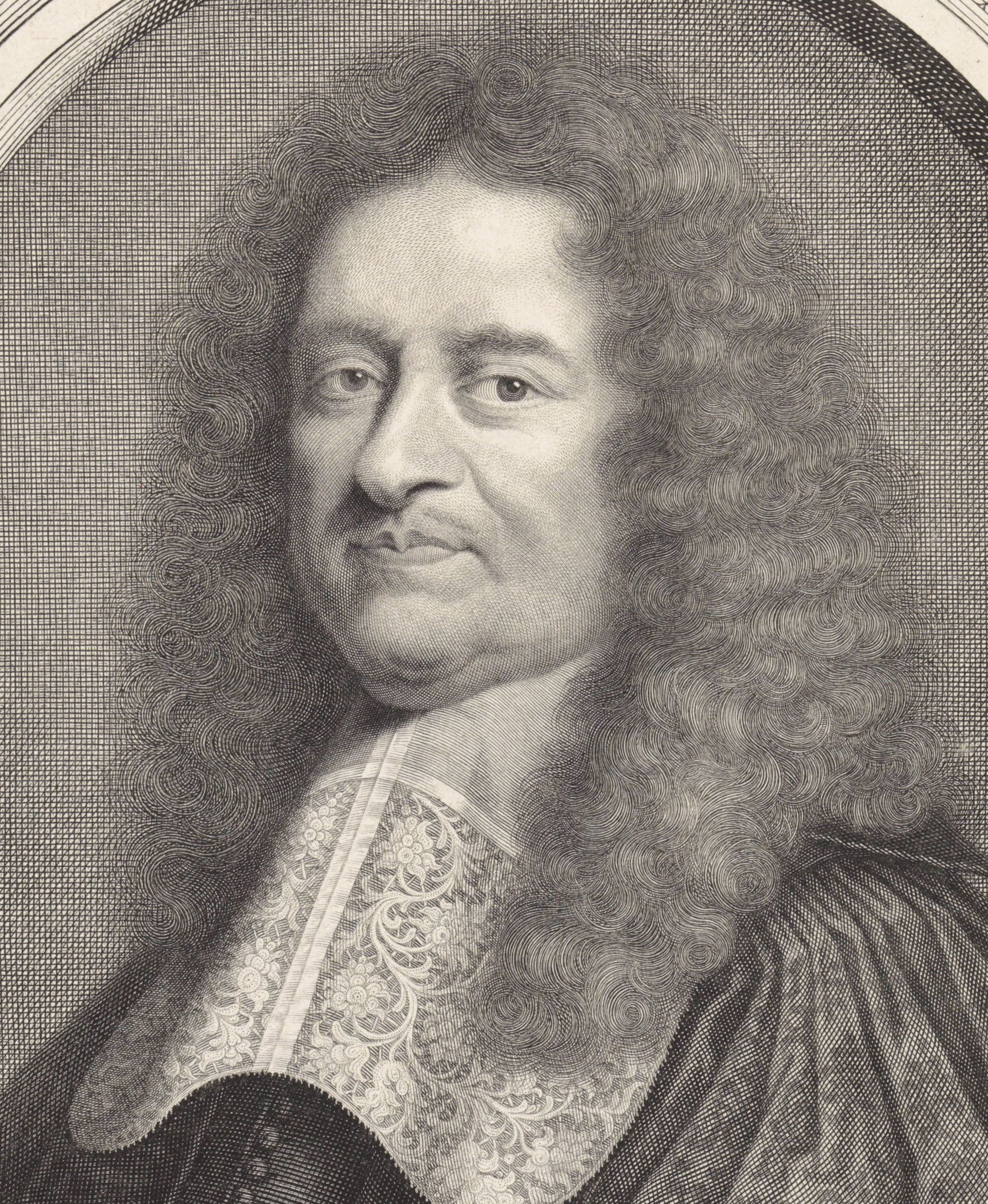
Portretgravure uit 1700 door Pieter van Schuppen naar een schilderij uit ca. 1678

Johannes Baptista Christyn, baron van Meerbeek (Brussel, gedoopt 26 februari 1630 – aldaar, 25 oktober 1690) was een staatsman, rechtsgeleerde en historicus in de Spaanse Nederlanden. Van 1687 tot 1690 was hij kanselier van Brabant.

## Leven
Jan Baptist was een zoon van Pierre Christyn en Marie van den Hove. Hij ging naar school bij de Brusselse augustijnen en schreef zich in 1647 in aan de Universiteit van Leuven voor een rechtenstudie. In 1651 behaalde hij de graad van licentiaat utriusque iure aan de Universiteit van Douai.
Hij ging aan de slag in zijn geboortestad als advocaat bij de Raad van Brabant. Vanaf 1664 was Christyn assessor van de drossaard van Brabant. In 1667 werd hij rekwestmeester aan de Grote Raad van Mechelen en in 1671 werd hij benoemd tot geheimraad. In 1675 werd hij naar Madrid geroepen om te zetelen in de Koninklijke en Hoge Raad der Nederlanden en Bourgondië.
Christyn was een van de gezanten van koning Karel II van Spanje op het Congres van Nijmegen in 1678. De uitvoering verliep zeer moeilijk en leidde tot vervolgonderhandelingen in 1681 te Cambrai. Tegen de expansieve aanspraken van de Zonnekoning schreef Christyn in 1684 La Flandre défendue des fausses prétentions de la France. Hij meende ambtshalve plaats te hebben in de Brusselse Raad van State, maar hoofd-voorzitter Leo-Jan de Pape weigerde dit om alle aanspraken op voorrang van het Madrileense orgaan af te blokken.
In 1685 werd Christyn benoemd tot eerste intendant van de Hoge Militaire Raad. Twee jaar later werd de door hem gekochte heerlijkheid Meerbeek verheven tot baronie en bereikte hij de hoogste civiele functie in de Spaanse Nederlanden door zijn benoeming tot kanselier van Brabant. Hij stierf drie jaar later en werd begraven in de Augustijnenkerk.

## Werk
Christyn schreef een aantal boeken over jurisprudentie, genealogie en heraldiek. Zijn Jurisprudentia heroica was een belangrijke commentaar op het adelsedict van Albrecht en Isabella. Het is onmogelijk vast te stellen of hij ook de auteur was van het populaire werk Les délices des Pays-Bas. Deze chorografie van de Lage Landen, na zijn dood gepubliceerd, noemde hem als auteur maar kan ook het werk zijn geweest van zijn gelijknamige neef.

## Familie
Christyn trouwde in 1652 met Catherine de Pretere en had met haar de zoon Johannes Baptista Clemens Christyn. Andere bekende familieleden waren zijn broer Libert François Christyn en zijn neef en petekind Jan Baptist Christyn (II).

## Publicaties
Onder de werken van Christyn kunnen worden vernoemd:
- Placcaeten ende Ordonnantien van de Hertoghen van Brabandt, vol. 3, 1664 en vermoedelijk ook vol. 4, 1677 (voortzetting van Antonius Anselmo)
- Jvrisprvdentia heroica sive De jure Belgarum circa nobilitatem et insignia demonstrato in commentario ad edictum serenissimorum Belgii principum Alberti et Isabellæ emulgatum 14. decembris 1616, 1668
- Les tombeaux des hommes illustres qui ont paru au Conseil Privé du Roy Catholique, 1674 (toegeschreven)
- Observationes eugeniales et heroicae, 1678 (toegeschreven)
- La Flandre défendue des fausses prétentions de la France, ou le conseiller Dupuy, historien français, pris dans ses propres filets, 1684
- Les delices des Païs-Bas, contenant une Description générale des XVII provinces, 1711 (mogelijk)